# Corpus-Christi-Bruderschaft
Eine Corpus-Christi-Bruderschaft (lateinisch Fraternitas Corporis Christi „Leib-Christi-Bruderschaft“; auch: Corporis-Christi-Bruderschaft) ist ein Zusammenschluss von Priestern und Laien in Form einer Bruderschaft, die sich zur besonderen Förderung der Eucharistie gebildet hat.

## Geschichte
Corpus-Christi-Bruderschaften entstanden im frühen 16. Jahrhundert (in ersten Ansätzen auch schon früher). 1539 errichtete Papst Paul III. in der römischen Kirche Santa Maria sopra Minerva die Erzbruderschaft zur Verehrung des heiligsten Altarssakraments. Sie verbreiteten sich von Italien, wo sie besonders von Bernhardin von Feltre gefördert wurden, im Zuge der Gegenreformation auch in zahlreichen Diözesen anderer Länder und widmeten sich der Förderung des Fronleichnamsfestes und der Ewigen Anbetung, daneben beschafften sie gemeinsam auch Paramente zur Feier der Liturgie.
In Deutschland entstand unter anderem die 1630 von Bischof Philipp Adolf von Ehrenberg gegründete Corpus-Christi-Bruderschaft in Würzburg, eine 1609 in München gegründete Erzbruderschaft für Priester und Laien mit zeitweise rund 50 inkorporierten Bruderschaften in Altbayern und Schwaben, und in Chemnitz nannte sich ein Kaland Fraternitas corporis Christi.
Im heutigen Österreich wurden solche Bruderschaften beispielsweise 1618 in Salzburg (damals Fürsterzbistum) und 1652 in Linz gegründet.
Die Münchner Bruderschaft ist aktiv.